# Wenelin Wenkow
Wenelin Wenkow (* 21. April 1982 in Orjachowo) ist ein bulgarischer Ringer. Er wurde 2006 Vize-Europameister im griechisch-römischen Stil im Bantamgewicht.

## Werdegang
Wenelin Wenkow begann im Jahre 1995 als Jugendlicher mit dem Ringen. Nach ersten größeren Erfolgen im Juniorenbereich wurde er Mitglied des renommierten Hauptstadtclubs Slavia-Litex Sofia. Er konzentriert sich ganz auf den griechisch-römischen Stil und wurde bzw. wird von Blagoi Danow, Todor Zdrawkow, Stojan Dobrew und Bratan Tsenow trainiert. Er ist Sportstudent und lebt zurzeit vom Ringen. Seit 2006 ringt er in der deutschen Bundesliga. Zunächst für den 1. Luckenwalder SC und ab der Saison 2009/10 für den KSV Köllerbach.
Bei seinem Einstand auf der internationalen Ringermatte war er gleich sehr erfolgreich, denn er wurde im Jahre 2000 in Sofia Vize-Europameister bei den Junioren im Fliegengewicht hinter dem Russen Sergei Petrow. Bei der Junioren-Weltmeisterschaft des gleichen Jahres in Nantes kam er mit Siegen über Alexei Wakulenko aus der Ukraine und Jan Hocko aus Tschechien und einer Niederlage gegen Tibor Olah aus Ungarn auf den 9. Platz.
Nach einem enttäuschenden 16. Platz bei der Junioren-Weltmeisterschaft 2001 in Taschkent im Fliegengewicht gewann er bei der Junioren-Europameisterschaft 2002 in Subotica im Fliegengewicht erneut eine Medaille, als er hinter dem Armenier Armen Antonjan den 2. Platz belegte.
Als Senior scheiterte Wenelin Wenkow im Jahre 2004 sich für die Teilnahme an den Olympischen Spielen in Athen zu qualifizieren und bei der Europameisterschaft 2004 in Haparanda kam er nach Niederlagen gegen Rowshan Bajramow aus Aserbaidschan und Bayram Özdemir aus der Türkei nur auf den 16. Platz. Nicht viel besser erging es ihm bei der Weltmeisterschaft des Jahres 2005 in Budapest. Hier schied er im Bantamgewicht nach einer Niederlage gegen Kwang Su Cha aus Nordkorea schon nach der ersten Runde aus und belegte nur den 21. Platz. 
Ein sehr erfolgreiches Jahr für Wenelin Wenkow wurde 2005. Er wurde zuerst in Moskau Vize-Europameister im Bantamgewicht. Dabei besiegte er Anders Nyblom aus Dänemark, Alexei Schaipak aus Belarus, Bayram Özdemir und Rowshan Bajramow. Lediglich im Finale unterlag er Roman Amojan aus Armenien nach Punkten. Bei der Weltmeisterschaft in Guangzhou belegte er einen ausgezeichneten 5. Platz, wobei er nach drei Siegen im Halbfinale gegen Hamid Soryan Reihanpour aus dem Iran und im Kampf um die Bronzemedaille gegen Lindsey Durlacher aus den Vereinigten Staaten verlor.
Eine gute Platzierung gelang Wenelin Wenkow auch noch bei der Europameisterschaft 2007 in Sofia. Er kam hier mit drei Siegen und Niederlagen gegen Zaur Kuramagomedow aus Russland und Vugar Ragimow aus der Ukraine auf den 5. Platz. Bei der Weltmeisterschaft dieses Jahres in Baku enttäuschte er, denn er verlor in seinem ersten Kampf gegen Anders Nyblom und kam dadurch nur auf den 30. Platz.
Bei der bulgarischen Meisterschaft 2008 siegte Wenelin Wenkow im Bantamgewicht vor Alexandar Kostadinow und Radoslaw Palchew und bei den Olympischen Spielen 2008 durfte er, obwohl sportlich eigentlich nicht dafür qualifiziert, mit einer „Wild-Card“ an den Start gehen. Er verlor in Peking aber wiederum gleich seinen ersten Kampf gegen Hamid Soryan Reihanpour, schied damit aus und belegte nur den 17. Platz.
In einigen Presseberichten wurde Wenelin Wenkow als Bronzemedaillengewinner bei den Olympischen Spielen in Peking im freien Stil im Bantamgewicht genannt. Es liegt hier aber eine Verwechslung mit seinem Landsmann Radoslaw Welikow vor. 
Bei der bulgarischen Meisterschaft 2009 siegte Wenelin Wenkow erneut im Bantamgewicht vor Radoslaw Palchew und Petar Georgiew, wurde aber bei der Europameisterschaft in Vilnius und bei der Weltmeisterschaft in Herning/Dänemark nicht eingesetzt. Im Jahre 2010 war er wieder bei der Weltmeisterschaft in Moskau am Start. Er belegte dort mit Siegen über Arsen Eraliew, Kirgisistan, Mohamed Bouterfassa, Algerien u. Jani Haapamäki, Finnland und Niederlagen gegen Hamid Soryan Reihanpour, Iran und Roman Amojan, Armenien den 5. Platz im Bantamgewicht.

## Internationale Erfolge
| Jahr | Platz | Wettbewerb                                   | Gewichtsklasse | |
| 2000 | 2.    | Junioren-EM in Sofia                         | Fliegen        | hinter Sergei Petrow, Russland, vor Alexei Wakulenko, Ukraine u. Jan Hocko, Tschechien |
| 2000 | 9.    | Junioren-WM in Nantes                        | Fliegen        | mit Sieg über Alexei Wakulenko, Niederlage gegen Tibor Olah, Ungarn u. Sieg über Jan Hocko |
| 2001 | 16.   | Junioren-WM in Taschkent                     | Fliegen        | mit Niederlage gegen Ässet Imanbajew, Kasachstan, Sieg über Giora Yanover, Israel u. Niederlage gegen Matti Kettunen, Finnland                                                                              |
| 2002 | 3.    | "Petko Sirakow-Iwan Iliew"-Memorial in Sofia | Fliegen        | hinter Stojan Chobanow, Bulgarien u. Miroslaw Tschekenski, Rumänien |
| 2002 | 2.    | Junioren-EM in Subotica                      | Fliegen        | hinten Armen Antonjan, Armenien, vor Emin Baschirow, Aserbaidschan |
| 2003 | 12.   | "Iwan-Petrow"-Memorial in Sofia              | Bantam         | Sieger: Bayram Özdemir, Türkei vor Ercan Yildiz, Türkei |
| 2004 | 11.   | "Nikola-Petrow"-Memorial in Warna            | Bantam         | Sieger: Dennis Hall, USA vor Alfred Ter-Mkrtchyan, Deutschland |
| 2004 | 15.   | Olympia-Qualifikations-Turnier in Taschkent  | Bantam         | Sieger: Masatoshi Toyota, Japan vor Gaidar Mamedalijew, Russland |
| 2004 | 16.   | EM in Haparanda                              | Bantam         | nach Niederlagen gegen Rowshan Bajramow, Aserbaidschan u. Bayram Özdemir, Türkei |
| 2005 | 21.   | WM in Budapest                               | Bantam         | nach einer Niederlage gegen Kwang Su Cha, Nordkorea |
| 2006 | 2.    | EM in Moskau                                 | Bantam         | mit einem Sieg über Anders Nyblom, Dänemark, Alexei Schaipak, Belarus, Bayram Özdemir und Rowshan Bajramow u. einer Niederlage gegen Roman Amojan, Armenien                                                 |
| 2006 | 5.    | Golden Grand Prix in Baku                    | Bantam         | hinter Rowshan Bajramow, Irakli Chochua, Georgien, Hamid Soryan Reihanpour, Iran u. Gawid Abdullajew, Aserbaidschan                                                                                         |
| 2006 | 5.    | WM in Guangzhou/China                        | Bantam         | mit Siegen über Elgin Elwais, Palau u. Jorge Cardoso, Venezuela, einer Niederlage gegen Hamid Soryan Reihanpour, einem Sieg über Vugar Ragimow, Ukraine u. einer Niederlage gegen Lindsey Durlacher, USA    |
| 2007 | 1.    | "Nikola-Petrow"-Memorial in Sofia            | Bantam         | vor Maxim Mordowin, Russland, Soryan Hamid Raihanpour u. Virgil Munteanu, Rumänien |
| 2007 | 5.    | EM in Sofia                                  | Bantam         | mit Sieg über Igor Chessa, Italien, Niederlage gegen Zaur Kuramagomedow, Russland, Siegen über Thomas Rönningen, Norwegen u. Alexander Schalesny, Belarus und einer Niederlage gegen Vugar Ragimow          |
| 2007 | 30.   | WM in Baku                                   | Bantam         | nach einer Niederlage gegen Anders Nyblom |
| 2008 | 4.    | "Dave-Schultz"-Memorial in Colorado Springs  | Bantam         | hinter Asset Iamanbajew, Aserbaidschan, Sam Hazewinkel, USA u. Yerncu Ramazanow, Kasachstan |
| 2008 | 13.   | EM in Tampere                                | Bantam         | nach einer Niederlage gegen Iwan Gusow, Belarus |
| 2008 | 17.   | OS in Peking                                 | Bantam         | nach einer Niederlage gegen Hamid Soryan Reihanpour, Iran |
| 2009 | 5.    | Golden Grand Prix in Szombathely             | Bantam         | hinter Kohei Hasegawa, Japan, Mariusz Łoś, Polen, Spenser Mango, USA u. Kristijan Fris, Serbien |
| 2009 | 2.    | "Dan Kolew-Nikolai Petrow"-Memorial in Sofia | Bantam         | hinter Kohei Hasegawa, Japan, vor Omer Sensoy, Türkei u. Alexandar Kostadinow, Bulgarien |
| 2009 | 5.    | Großer Preis von Deutschland in Dortmund     | Bantam         | hinter Bekchan Mankijew, Russland, Ildar Hafizow u. Sanjarbek Jumaschow, bde. Usbekistan u. Anar Zeinalov, Estland                                                                                          |
| 2010 | 5.    | WM in Moskau                                 | Bantam         | nach Sieg über Arsen Eraliew, Kirgisistan, Niederlage gegen Hamid Soryan Reihanpour, Iran, Siegen über Mohamed Bouterfassa, Algerien u. Jani Haapamäki, Finnland u. Niederlage gegen Roman Amojan, Armenien |

Anm.: alle Wettbewerbe im griechisch-römischen Stil, Fliegengewicht bis 2002 bis 54 kg Körpergewicht, Bantamgewicht ab 2003 bis 55 kg Körpergewicht